# Eliana Otta Vildoso
Eliana Otta Vildoso (Lima, 1981) es artista visual, docente, escritora peruana e integrante y cofundadora del espacio de artistas visuales Bisagra en Perú y de la colectiva Mouriesen Grecia. Es hermana de la poeta peruana Tilsa Otta Vildoso. Coordinó el equipo curatorial para la exposición permanente del Lugar de la Memoria, la Tolerancia y la Inclusión Social (LUM) en Perú.

## Educación
Es licenciada en Arte y Magíster en Estudios Culturales por la Pontificia Universidad Católica del Perú (PUCP). Posteriormente, se graduó en el programa Phd in Practice en la Academia de Bellas Artes de Vienacon el proyecto Lost and Shared: un laboratorio para el duelo colectivo, hacia una política afectiva y transformadora. Además, ha participado en residencias como Planta Alta (España), Gapado Air (Corea del Sur) y Capacete (Grecia), Sommerakademie im ZPK (Suiza).

## Docencia
Ha sido docente en la Facultad de Arte de la PUCP, en la Escuela de Arte y Diseño Corriente Alterna y en la Escuela Nacional de Bellas Artes.

## Obra
Su trabajo busca establecer lazos entre los detalles de la vida cotidiana y las complejas dinámicas sociales, exponiendo como las diversas memorias, emociones y tensiones cohexisten en los espacios que habitan. Además, aborda la relación de la naturaleza con las economías neoliberales y extractivistas, así como la inequidad de género, intersecando feminismo con poesía y política.  Otro de sus temas recurrentes aborda la precariedad laboral en el Perú, en donde la explotación de una mayoría resulta beneficiosa para sostener la seguridad económica de minorías privilegiadas. Asimismo, se interesa por historias de vida, construyendo conocimiento a través de la oralidad y la escucha.

## Filmografía - Dirección
- Some background in the gutter, honey! (2019). Largometraje, documental.
- Palabras de Mujeres (2017). Largometraje, documental.
- Mejor sería perderse (2016). Cortometraje, documental.
- It haunts you (2016). Cortometraje, documental.
- Con P de... (2015). Cortometraje, documental.
- Aprendiz de ofrenda (2014). Cortometraje, ficción.
- Jardines...plantas (2014). Cortometraje, ficción.
- 247 cuestiones de hecho (2013). Cortometraje, ficción.
- Ocho construcciones imaginadas por ocho obreros de construcción (2012). Cortometraje, animación.
- Un viejo oficio (2012). Cortometraje, documental.
- Refundación (2011). Cortometraje, animación.
- Cambio de casa (2011). Cortometraje, documental.
- Solmaira (2010). Cortometraje, ficción.

## Libro
Lucía tiene calle (2021), es un viaje a Lima, Perú por medio de una niña en su colorida bicicleta. Nominado a Mejor libro infantil 2021 Premio Luces de El Comercio.

## Premios
- Santuario virtual para un duelo fertilizante. Ganadora en 21 Conceptos de Renovación Eco Social por Driving the Human, Berlín (2021).[8]
- Ganadora del Premio del Concurso Nacional de Obras Cinematográficas Experimentales, DAFO (2019).
- Premio de la Asociación de Prensa Cinematográfica y Premio del Festival de Cine Lima Independiente (2014).
- Concurso Nacional de Cortometraje Experimental, Ministerio de Cultura (2013).